# دهستان فش
دهستان فش نام دهستانی در بخش مرکزی شهرستان کنگاور، استان کرمانشاه در ایران است. براساس سرشماری مرکز آمار ایران در سال ۱۳۸۵، جمعیت آن ۵۶۰۷ نفر (۱۳۴۱ خانوار) بوده‌است.